# Stazione di Spinetta
Stazione di Spinetta vasútállomás Olaszországban, Spinetta Marengo településen.

## Vasútvonalak
Az állomást az alábbi vasútvonalak érintik:
- Alessandria–Piacenza-vasútvonal

## Kapcsolódó állomások
A vasútállomáshoz az alábbi állomások vannak a legközelebb:
- Stazione di Alessandria
- Stazione di San Giuliano Piemonte